# Високий Колок
Високий Колок (рос. Высокий Колок) — село в Новомаликлинському районі Ульяновської області Російської Федерації.
Населення становить 611 осіб. Входить до складу муніципального утворення Висококолковське сільське поселення.

## Історія
Від 2004 року входить до складу муніципального утворення Висококолковське сільське поселення.

## Населення
| 2010 |
| ---- |
| 611  |